# Stormvloed van 1962

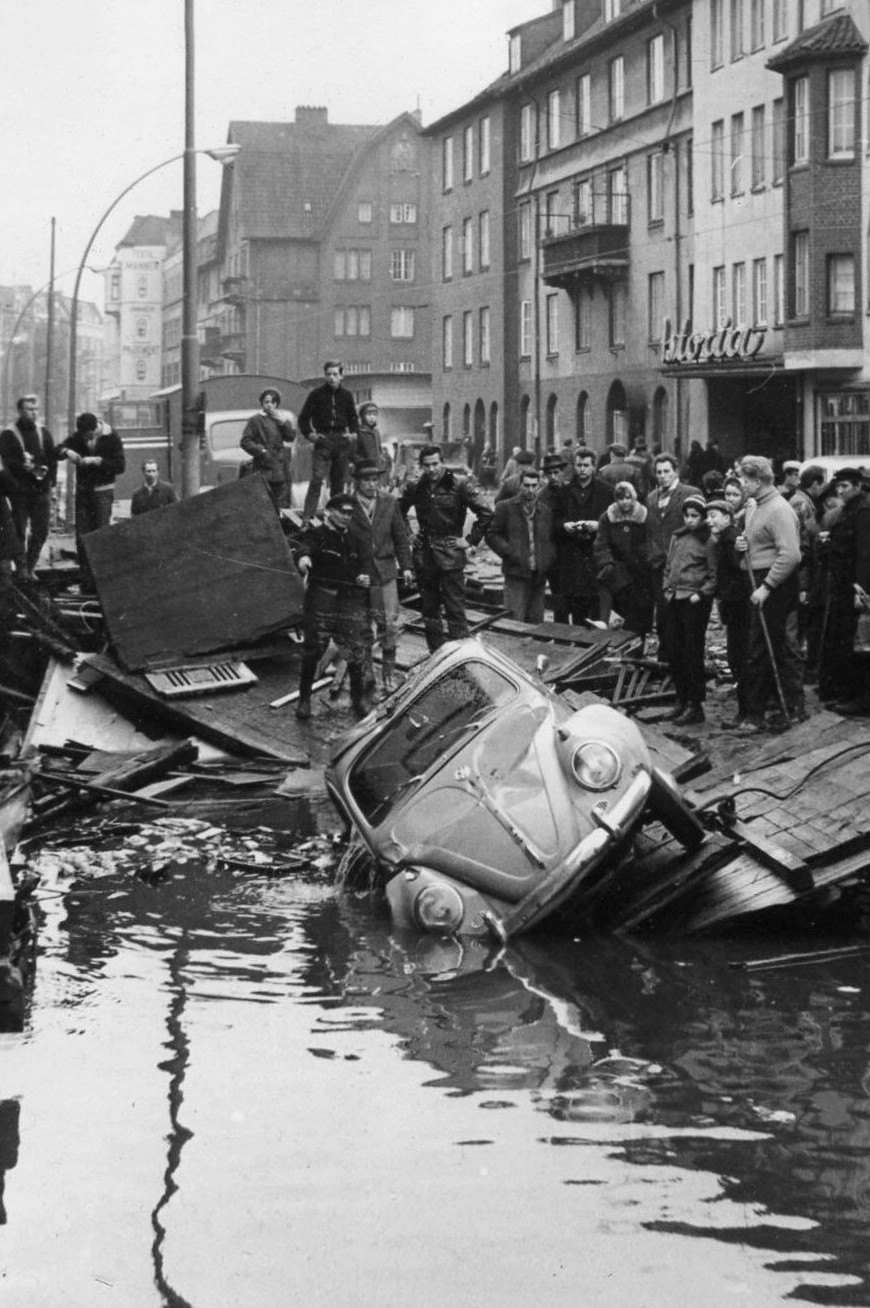
Hamburg-Wilhelmsburg in 1962

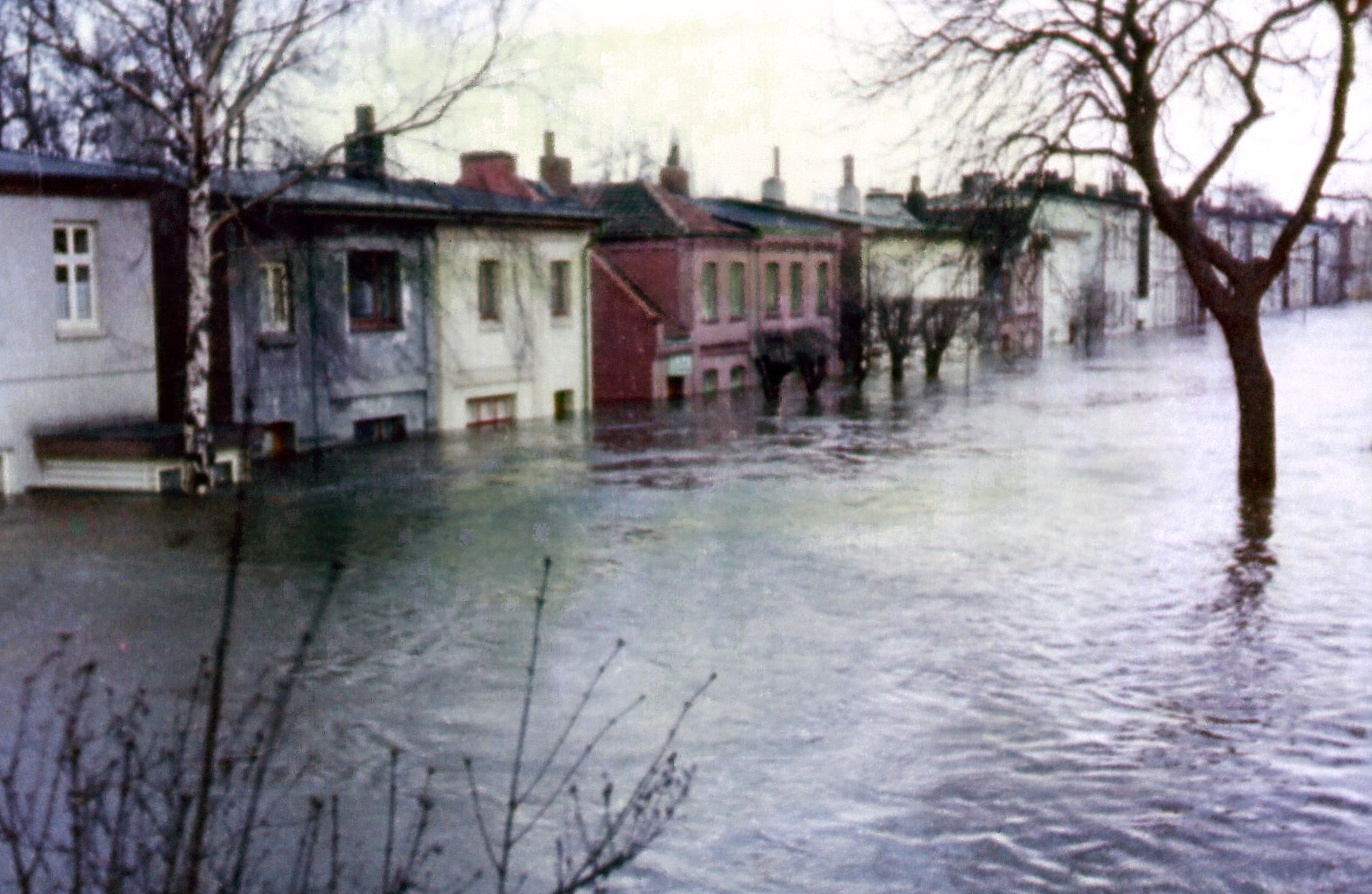
Water in een straat in Wilhelmsburg

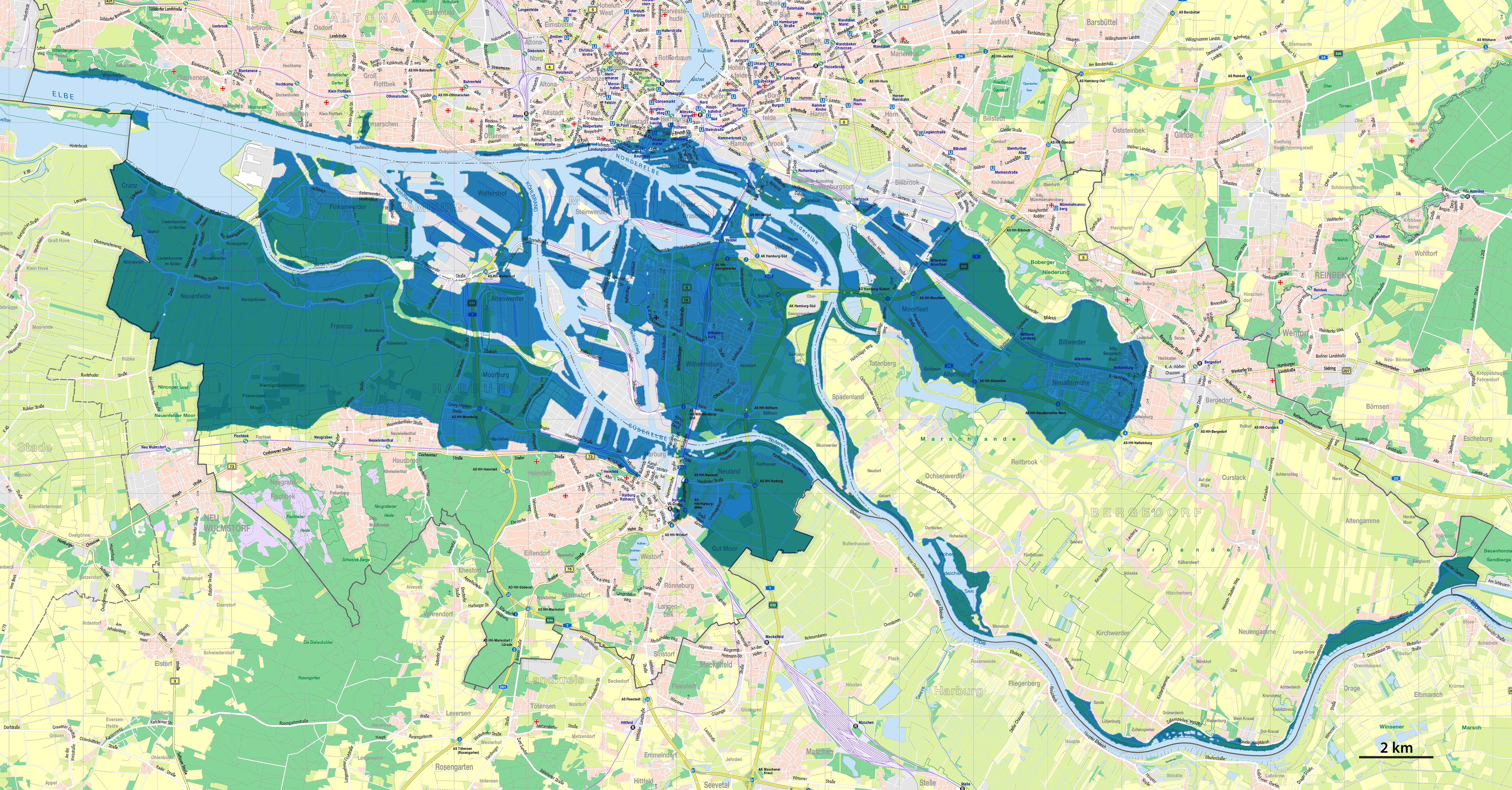
Vooral wijken van Hamburg ten zuiden van de Elbe werden zwaar getroffen

De stormvloed van 1962 was een natuurramp die in de noordelijke delen van Duitsland veel schade aanrichtte, in het bijzonder in Hamburg. De stormvloed uit de Noordzee was in de nacht van 16 op 17 februari 1962. De storm had een piek van 200 kilometer per uur. Deze wind 'duwde' de dijken kapot. Er vielen 347 doden.

## Gevolgen in Duitsland
Hamburg heeft onder normale omstandigheden een verschil in waterniveau tussen eb en vloed van zo’n 3,5 meter. Door de harde wind, eerst uit het westen en later het noordwesten, werd het zeewater naar de kust en in de Elbe stroomopwaarts gestuwd. Op 16 februari lag het waterpeil al twee meter boven het normale hoogwaterpeil langs de Duitse Noordzeekust. Ondanks de ebstroom bleef het waterpeil hoog door de harde wind en bij de volgende vloed werd de druk op de dijken verder verhoogd. Het waterniveau in Hamburg bereikte 5,70 meter boven normaal. Kort na middernacht stroomde het water over de dijken langs de Elbe en de Wezer en dit leidde tot grote overstromingen in noordelijk Duitsland.
De dijken verkeerden in slechte staat en bezweken. De mensen werden in hun huizen verrast door het snel stijgende water. In de wijk Hamburg-Wilhelmsburg verloren 222 mensen het leven, in Waltershof 37 en in drie andere stadsdelen nog eens 29. In het noorden kwamen ook wijken onder water te staan en op 100 kilometer van de kust werd de ramp nog waargenomen.
Het dodental liep verder op tot 318, ongeveer 60.000 mensen werden dakloos en 6.000 woningen en gebouwen waren zwaar beschadigd. Een zesde van het stadsgebied stond onder water en de belangrijkste verkeersaders naar het zuiden waren onbruikbaar. De materiële schade werd getaxeerd op 800 miljoen Duitse mark.
De hulpverlening kwam moeizaam op gang, mede door gebrek aan communicatie en coördinatie. Pas in de vroege ochtend van 17 februari kwam de reddingsoperatie echt op gang. Helmut Schmidt, de minister van binnenlandse zaken van de stadstaat Hamburg, nam de leiding op zich en hij vroeg direct steun aan bij het Duitse leger en NAVO-eenheden. Boten van het leger en zo’n 100 helikopters van de Duitse luchtmacht en de Britse Royal Air Force werden ingezet om de 25.000 civiele reddingswerkers te ondersteunen.
Na de overstromingen werden de dijken versterkt en in het centrum van Hamburg zijn op diverse plaatsen langs het water maatregelen zichtbaar als versterkte en verhoogde muren en schuiven die de wegen afsluiten bij een dreigende hoge waterstand.

## Gevolgen in Nederland
In Nederland bleef de schade beperkt tot een dijkdoorbraak op Schiermonnikoog waarbij de Banckspolder gedeeltelijk overstroomde en de meest oostelijk gelegen boerderijen in het water kwamen te staan. Persoonlijke ongelukken deden zich niet voor en er ging geen vee verloren. De gevolgschade was echter groot: de polder, waarin voornamelijk veeteelt werd bedreven, verziltte en was nog een jaar ongeschikt als grasland, zodat de boeren genoodzaakt waren om gras en hooi van buiten het eiland aan te voeren en hun jongvee op de vaste wal in te scharen. Ook schakelden zij tijdelijk over op akkerbouw.
Hoge waterstanden werden bereikt in Harlingen (3,40 m) en Delfzijl (4,40 m) en langs de kust werd dijkbewaking ingesteld. De dijk van de Emmapolder in Noord-Groningen werd beschadigd, maar het kwam niet tot een dijkdoorbraak.